# St. Stephen (Carolina del Sur)
St. Stephen es un pueblo ubicado en el Condado de Berkeley en el estado estadounidense de Carolina del Sur. El pueblo en el año 2000 tiene una población de 1.776 habitantes en una superficie de 6.4 km², con una densidad poblacional de 279.1 personas por km². 

## Geografía
St. Stephen se encuentra ubicado en las coordenadas 33°24′18″N 79°55′24″O / 33.40500, -79.92333. Según la Oficina del Censo, el pueblo tiene un área total de 6,4 km² (2,5 mi²), de la cual 6,4 km² (2,5 mi²) es tierra y 0 km² (0 mi²) (0.0%) es agua.

## Demografía
En el 2000 la renta per cápita promedia del hogar era de $20.804, y el ingreso promedio para una familia era de $25.750. El ingreso per cápita para la localidad era de $11.258. En 2000 los hombres tenían un ingreso per cápita de $30.461 contra $17.784 para las mujeres. Alrededor del 38.90% de la población estaba bajo el umbral de pobreza nacional. 

### Localidades adyacentes
El siguiente diagrama muestra a las localidades en un radio de 32 kilómetros (19,9 mi) de St. Stephen.